# Асбах (Вестервальд)
Асбах (нем. Asbach) — община в Германии, в земле Рейнланд-Пфальц.
Входит в состав района Нойвид. Подчиняется управлению Асбах. Население составляет 6953 человека (на 31 декабря 2010 года). Занимает площадь 38,59 км².
Коммуна подразделяется на 45 сельских округов.

## Население
Население общины составляет 7323 человек (по состоянию на 31 декабря 2019 года).

## Климат
В Асбахе морской климат. В течение года выпадает значительное количество осадков, даже в период засушливых месяцев. Среднегодовая температура составляет 8.8°C. Среднегодовая норма осадков – 952 мм.